# 李泽民 (1934年)
李泽民（1934年11月17日—），男，汉族，四川苍溪人，中华人民共和国政治人物。

## 经历
1934年11月17日出生于四川苍溪，大学学历。1950年2月参加工作。1952年，加入中国人民解放军，参加朝鲜战争。1954年6月加入中国共产党。
1960年，毕业于中国人民大学中共党史系，后留校任职。此后升任中共辽宁省委副书记兼沈阳市委书记。
1988年12月28日至1998年9月16日，担任中共浙江省委书记。1998年1月至2003年1月，改任浙江省人大常委会主任。